# A la cubana (Granados)
A la cubana, op. 36, és una peça per a piano que consta de dos moviments (I. Allegretto, II. Un poco vivo) i que forma part d'una sèrie de peces breus d'Enric Granados. És de caràcter galant, amable i pròpia de la música "de saló" de finals del segle xix, i està dedicada "A Madame Silvia de Sa Valle".

## Trets estilístics i compositius
Podem trobar en aquesta peça, tal com indica el títol (A la cubana), l'alternança rítmica entre binari i ternari pròpia de les havaneres. Tanmateix, Granados introdueix una secció de ritme binari a l'inici del segon moviment que esdevé un bon contrast i atractiu, en tant que és nou.
Per bé que podria sorgir el dubte de si els dos moviments d'aquesta obra constitueixen una totalitat, o bé s'han de plantejar per separat, el fet que hi hagi una "Coda" al segon moviment (Un poco vivo) que és, en definitiva, una repetició gairebé exacta del primer fragment, esvaeix qualsevol dubte sobre la unitat d'ambdós moviments, que estan separats —segons qualifica Iglesias en la seva apreciació personal— de manera imposada.
Com a última consideració, a la cubana posseeix un encant i atractiu singulars gràcies als contorns melòdics i a la disjuntiva entre el binari i el ternari, que queda, d'altra banda, acompanyat a la perfecció del plantejament harmònic.

## Moviments

### I. Allegretto
A nivell estructural es pot veure que hi ha un total de vuit períodes, alguns d'ells repetits de manera exacta, un tret característic de la música de Granados. Resumint-ho esquemàticament: A-B-A-C-B-A-B-A.
Període A (compassos de l'1 al 16, i del 33 al 48)
S'hi pot veure el balanceig entre el binari i el ternari propi d'una havanera, ja esmentat.
Període B (compassos del 17 al 32, i del 69 al 76)
Fragment contrastant amb el primer període. Hi apareix la indicació "viu", i els tresets presents al primer període desapareixen en la seva pràctica totalitat.
Període C (compassos del 49 al 68)
En aquest període hi ha dos elements que contrasten: en primer lloc, la melodia superior, amb la indicació "ad libitum", que porta la interpretació al rubato, i, a més a més, l'afegit "amb molta fantasia"; i en segon lloc, ritme de zapateado "a tempo" que es realitza quan cessa la melodia.

### II. Un poco vivo
Hi ha una notable contradicció en aquest segon moviment de la cubana, ja que, per bé que és cert que es troba com a fragment independent, les paraules "coda" i "primo tempo", que trobem en el període final, ens fan pensar que potser es tracta d'una forma rondó variada. Tot i així, segons assegura Iglesias, és bo aturar-se abans d'iniciar aquest segon moviment per rigor interpretatiu.
A nivell estructural es pot veure el següent esquema formal: D-A, en què la part D està dividida en dos subperíodes.
Període D (compassos de l'1 al 29)
Primer fragment del període D: S'hi pot veure la indicació "un poco vivo", amb el matís "piano" i "molto leggiero" (en el sentit de pes sonor, no de velocitat). Està caracteritzat per les terceres de semicorxeres, que sobresurten en la tessitura més aguda, i per un acompanyament rítmic, amb tresets de semicorxera puntuals, que crea una relació de tres contra dos a la veu superior.
Segon fragment del període D: De caràcter més contrapuntístic que finalitza amb quatre compassos de pianíssim que porten altra vegada al període A.
Període A (compassos del 30 al 45)
Reexposició del període A del primer moviment que finalitza amb un "poco ritardando" amb dinàmica de "fortíssim".